# Comahuesaurus
Comahuesaurus is een geslacht van plantenetende sauropode dinosauriërs, behorend tot de groep van de Diplodocoidea, dat tijdens het vroege Krijt leefde in het gebied van het huidige Argentinië. De enige benoemde soort is Comahuesaurus windhauseni.

## Vondst en naamgeving
Tussen 1995 en 2002 zijn er nabij Cerro Aguada del León, op de La Picaza-vindplaats, opgravingen verricht door een team onder leiding van José Luis Carballido. In 2004 werd de vondst gemeld van resten van een nog onbekende sauropode.
De typesoort Comahuesaurus windhauseni werd in 2012 benoemd en beschreven door Carballido, Leonardo Salgado, Diego Pol, José Ignacio Canudo en Alberto Carlos Garrido. De geslachtsnaam verwijst naar de regio Comahue, die naam draagt van een Mapuche-woord dat "de plaats waar het water pijn doet" betekent. De soortaanduiding eert de geoloog Anselmo Windhausen die het gebied in het begin van de twintigste eeuw onderzocht.
Fossielen van de soort, die eerst werden toegewezen aan een Limaysaurus sp., zijn gevonden in de Puesto Quiroga-afzetting van de Lohan Cura-formatie die dateren uit het Aptien-Albien. Het holotype is MOZ-PV 6722, een wervelboog van een achterste ruggenwervel. Verder zijn grote hoeveelheden botten toegewezen afkomstig van minstens drie individuen die gevonden zijn in één enkel beenderbed. Het betreft de specimina MOZ-PV 6650: een voorste staartwervel; MOZ-PV 6645, MOZ-PV 6651, MOZ-PV 6653, MOZ-PV 6747,
MOZ-PV 6751, MOZ-PV 6756: stukken ruggenwervel; MOZPV 6652, MOZ-PV 6653: twee wervelbogen, MOZ-PV 06741, MOZ-PV 06636, MOZ-PV 06634, MOZ-PV 06627, MOZ-PV 06633, MOZ-PV 06729, MOZ-PV
06638, MOZ-PV 06654, MOZ-PV 06649, MOZ-PV 06628, MOZ-PV 06646, MOZ-PV 06629, MOZ-PV 06759, MOZ-PV 06766, MOZ-PV 06632, MOZ-PV 06753, MOZ-PV 06738, MOZ-PV 06642, MOZ-PV 06639, MOZ-PV 06733, MOZ-PV 06734, MOZ-PV 06711, MOZ-PV 06641, MOZ-PV 06643, MOZ-PV 06644, MOZ-PV 06647: vijfendertig staartwervels; MOZ-PV 6717: een borstbeen; MOZ-PV 6763: een ravenbeksbeen; MOZ-PV 6762: een rechteropperarmbeen; MOZPV 6664, MOZ-PV 6672, MOZ-PV 6673, MOZ-PV 6712, MOZ-PV 6714, MOZ-PV 6723: fragmenten van opperarmbeenderen; MOZ-PV 6675: een stuk darmbeen; MOZ-PV 6743: een schaambeen; MOZ-PV 6669a, MOZ-PV 6669b, MOZ-PV 6670, MOZ-PV 6659, MOZ-PV 6660, MOZ-PV 6667, MOZ-PV 6663: zeven stukken schaambeen; MOZ-PV 6676, MOZ-PV 6713, MOZ-PV 6719, MOZ-PV 6680, MOZ-PV 6658: vijf stukken zitbeen; MOZPV 6728, MOZ-PV 6665: twee linkerdijbeenderen; MOZ-PV 6732, MOZ-PV 6761, MOZ-PV 6755: drie rechterdijbeenderen; MOZ-PV 6661, MOZ-PV 6666, MOZ-PV 6778, MOZ-PV 6721: vier stukken dijbeen; MOZ-PV 6764: de bovenkant van een scheenbeen; MOZ-PV 6727: een fragmentarisch linkerkuitbeen. In totaal gaat het om 126 beenderen.
In 2015 concludeerde een studie dat de beenderen in één keer waren afgezet, vermoedelijk als gevolg van een catastrofe, zoals een overstroming, die de dieren gelijktijdig doodde. Ze werden daarbij echter niet volledig door modder bedolven want de botten zijn kennelijk achteraf wat verspreid door aaseters.

## Beschrijving
Comahuesaurus is een middelgrote rebbachisauride. Eén linkerdijbeen had een lengte van 113 centimeter wat wijst op een lichaamslengte van zo'n twaalf meter en een gewicht van vijf ton, indien het dier de proporties heeft van Limaysaurus. Limaysaurus heeft echter een vrij korte nek; van Comahuesaurus zijn geen halswervels aangetroffen.
De beschrijvers hebben een aantal onderscheidende kenmerken vastgesteld. Acht daarvan zijn autapomorfieën, unieke afgeleide eigenschappen. De voorste ruggenwervels zijn sterk overdwars afgeplat, resulterend in een scherpe kiel aan de onderkant. De voorste ruggenwervels hebben lange voorste gewrichtsuitsteeksels die in vooraanzicht ongeveer driekwart van de zijuitsteeksels bedekken. De voorste ruggenwervels hebben twee richels lopen tussen ieder voorste gewrichtsuitsteeksel en het doornuitsteeksel. De voorste ruggenwervels hebben twee richels, een voorste en achterste, lopen tussen het doornuitsteeksel en iedere diapofyse, het bovenste ribgewricht. De voornoemde twee richels tussen het voorste gewrichtsuitsteeksel en het doornuitsteeksel; en de voorste richel tussen het doornuitsteeksel en de diapofyse, lopen naar voren samen in één middenrichel. Bij de achterste ruggenwervels splitst de richel tussen het voorste gewrichtsuitsteeksel en het wervellichaam zich naar het midden toe in tweeën. De wervelbogen van de achterste ruggenwervels hebben drie richels lopen tussen het doornuitsteeksel en ieder achterste gewrichtsuitsteeksel. De buitenste van die richels maakt contact met de achterste richel tussen het doornuitsteeksel en de diapofyse.
Verder is er een unieke combinatie van op zich niet unieke kenmerken. De voorste straatwervels hebben een goed ontwikkelde uitholling tussen de voorste gewrichtsuitsteeksels. De staartwervels hebben korte zijuitsteeksels. Het opperarmbeen is robuust waarbij het onderste uiteinde een breedte heeft die 30% van de totale lengte bedraagt. Het zitbeen heeft een rechte schacht. De schacht van het zitbeen maakt een rechte hoek met de as van het heupgewricht. Het deel van het zitbeen dat contact maakt met het darmbeen heeft geen nek of insnoering.

## Fylogenie
Comahuesaurus is door de beschrijvers vrij basaal in de Rebbachisauridae geplaatst, als zustersoort van de klade die gevormd wordt door de Limaysaurinae en de Nigersaurinae; de laatste klade worst ook wel de Rebbachisaurinae genoemd.